# Knoblauchsland

Karte des Knoblauchslands

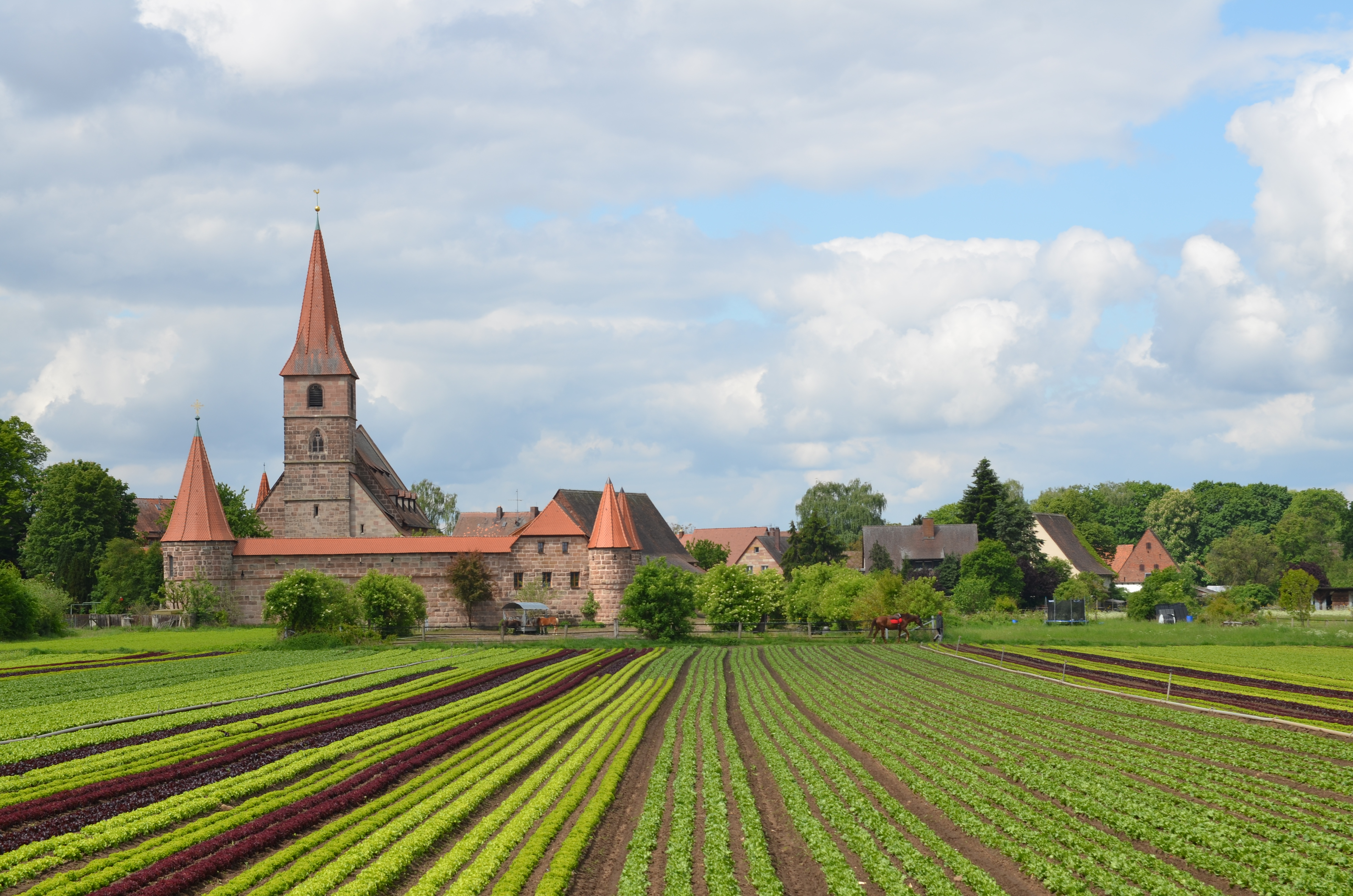
Knoblauchsland mit der Kraftshofer Wehrkirche

Knoblauchsland, gelegentlich auch Nürnberger Knoblauchsland genannt, ist die Bezeichnung für eines der größten zusammenhängenden Gemüseanbaugebiete seiner Art in Deutschland, dessen Erschließung bis in das 8. Jahrhundert zurückreicht. Die historisch bedeutsame Kulturlandschaft liegt in der Mitte des Städte-Dreiecks Nürnberg-Fürth-Erlangen in Franken. Das Gemüseanbaugebiet war durch intensive Wechselbeziehungen zu den angrenzenden städtischen Räumen geprägt. Auf der einen Seite stand die Versorgung der Stadtbevölkerung mit Gemüse und auf der anderen Seite schützte die Stadt Nürnberg die nahe gelegenen Anbauflächen und Bauern in Kriegs- und Notzeiten.

## Geographie

### Geographische Lage
Das Knoblauchsland umfasst die Mitte des mittelfränkischen Städtedreiecks Nürnberg-Fürth-Erlangen. Die genaue Abgrenzung ist nicht einfach zu bestimmen. Neben naturräumlichen Gegebenheiten, wie Geologie und Boden, spielen auch historische und wirtschaftsgeographische Aspekte bei der Einordnung eine Rolle. Im Westen begrenzt die Bundesautobahn 73 das Gemüseanbaugebiet. Die Autobahn verläuft weitgehend entlang der Grenze zwischen Blasensandstein aus dem Keuper und pleistozänen Flusssanden der Regnitzterrassen. Der Sebalder Reichswald stellt die östliche Grenze dar. Die östliche Rodungsgrenze markiert ungefähr die Trennlinie zwischen Keupersandstein und pleistozänen Flugsanden. Da sich auf Sanddünen oftmals nur verhältnismäßig unfruchtbarer Podsol entwickelt, kann die Rodungsgrenze teilweise durch die schlechtere landwirtschaftliche Nutzbarkeit erklärt werden. Im Südosten schließen sich die Freiflächen des Flughafens Nürnberg an den Landschaftsraum an. Im Süden reicht das Knoblauchsland bis an die bebauten Siedlungsräume von Nürnberg und Fürth heran. Im Norden gehören die landwirtschaftlich genutzten Flächen von Tennenlohe zum Knoblauchsland. Die Brucker Flur ist durch pleistozäne Flugsande und Podsolböden geprägt. Daher zählt Bruck aufgrund seiner geologischen Verhältnisse nicht mehr zum Knoblauchsland.

### Ausdehnung
Die Landschaft weist eine Gesamtfläche von rund 4000 Hektar (40 Quadratkilometer) auf. Lediglich die Hälfte der Fläche, etwa 1900 Hektar, wird landwirtschaftlich genutzt. Die Längsausdehnung in Nord-Süd-Richtung beträgt circa 10 Kilometer und die Breite des Knoblauchslands umfasst etwa 5–6 Kilometer.

### Ortschaften im Knoblauchsland

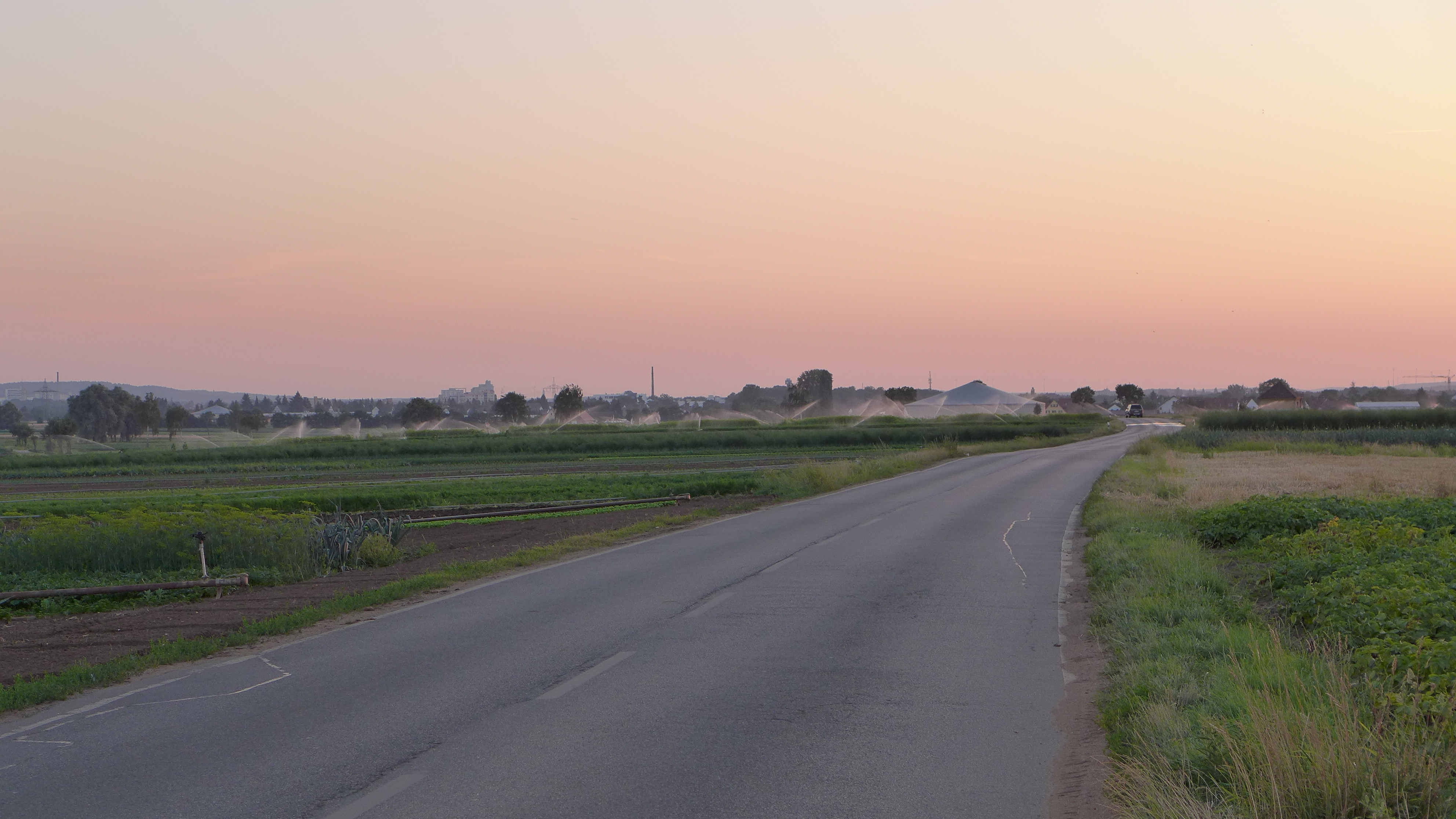
Bewässerungsanlagen im Knoblauchsland bei Buch (2013)

Im Knoblauchsland sind 20 kleine und größere Dörfer gelegen. Zu Nürnberg gehören Almoshof, Boxdorf, Buch, Groß- und Kleinreuth hinter der Veste, Groß- und Kleingründlach, Höfles, Kraftshof, Lohe, Neunhof, Reutles, Schmalau, Schnepfenreuth und Wetzendorf, wohingegen Bislohe, Sack, Braunsbach, Ronhof und Poppenreuth Teile der Stadt Fürth sind. Tennenlohe gehört zur Stadt Erlangen. Viele dieser Dörfer kamen erst im Zuge der Gebietsreform in Bayern 1972 zu den Großstädten, deren administrativer Teil sie heute sind.

### Naturräumliche Zuordnung
Das Knoblauchsland ist naturräumlich dem Mittelfränkischen Becken (Mannsfeld und Syrbe 2008) zugeordnet, das Bestandteil der Haupteinheitengruppe Fränkisches Keuper-Lias-Land ist.

### Geologie und Böden
Die flachwellige bis ebene Keuperlandschaft zeichnet sich durch einfache geologische Verhältnisse aus. Im Westen bildet Blasensandstein aus der Hassberge-Formation den geologischen Untergrund. Er steht bis zur Regnitzterrasse an und zieht sich westlich des Flusses fort. Im Osten des Knoblauchslandes lagert über dem Blasensandstein der Coburger Sandstein aus der Hassberge-Formation.
Der Blasensandstein und der Coburger Sandstein sind für den Gemüseanbau im Knoblauchsland von besonderer Bedeutung. Die beiden geologischen Schichten sind zusammen rund 30 bis 40 Meter mächtig und bestehen aus Sandstein mit blasenartigen Hohlräumen, welche durch die Verwitterung von Tongallen entstanden sind. Das Gestein ist arm an löslichen Mineralbestandteilen und reich an Letteneinlagerungen. Diese Lettenschichten sind aufgrund ihres hohen Tongehalts wasserstauend. Durch die Verwitterung der Sande mit den Letten entstanden lockere Braunerdeböden, die für eine landwirtschaftliche Nutzung gut geeignet sind. Entlang der Fließgewässer haben sich quartäre Talfüllungen abgelagert und grundwasserbeeinflusste Böden, wie Gleye entwickelt. Nordwestlich von Buch ist der flachgründige Bodentyp Regosol vorherrschend. Nördlich von Großgründlach haben sich Pseudogleyböden ausgebildet.

### Fließgewässer

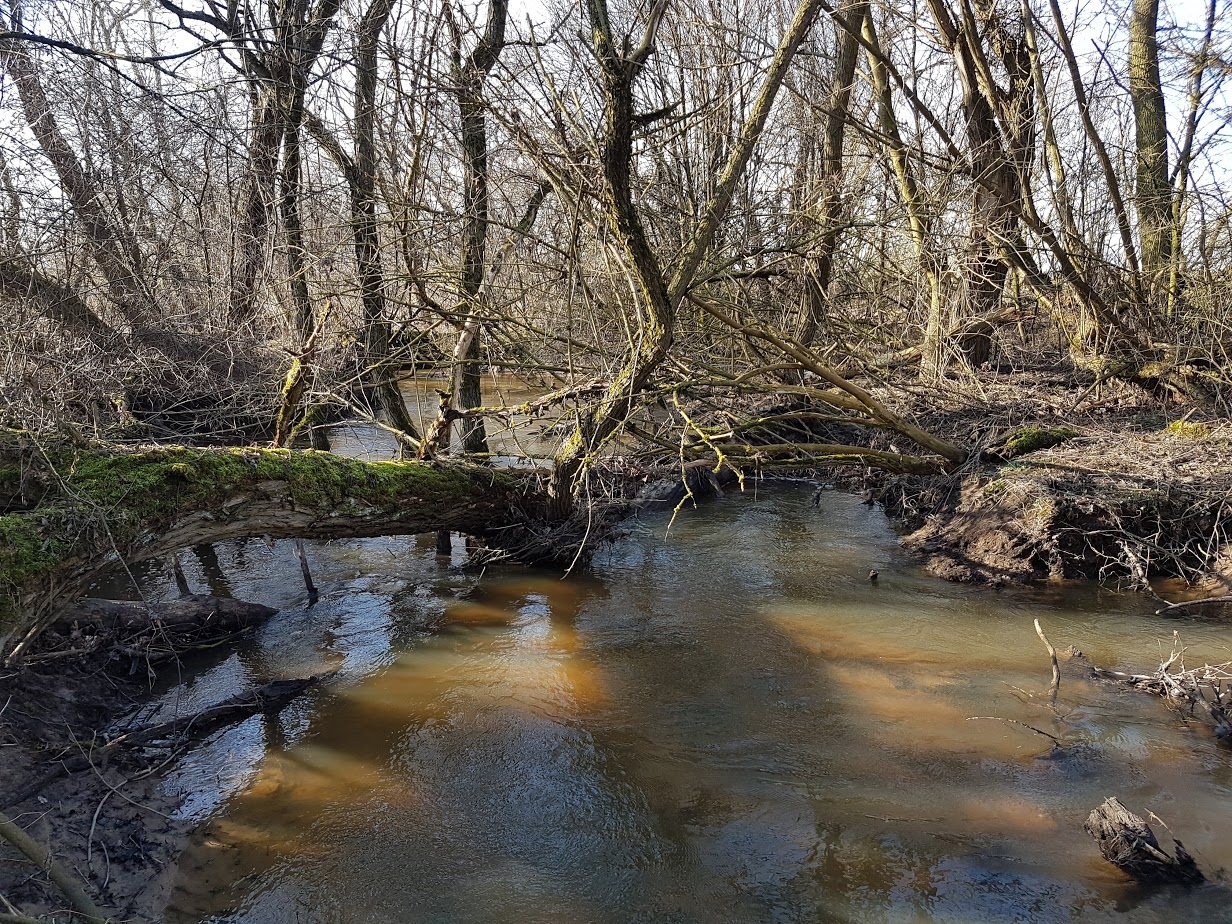
Naturnaher, totholzgeprägter Fließgewässerabschnitt der Gründlach nördlich von Boxdorf (Nürnberg)

Eine Reihe in Ost-West-Richtung verlaufende Fließgewässer, die in die Regnitz und Pegnitz einmünden, gliedern das Knoblauchsland. Im Süden, beginnend am Marienberg verläuft der Wetzendorfer Landgraben, welcher Wetzendorf, Kleinreuth hinter der Veste und Thon durchquert, bevor er in Schniegling in die Pegnitz einmündet. Südlich von Höfles und Poppenreuth durchfließt der begradigte Schnepfenreuther Landgraben die Kulturlandschaft. Der Bucher Landgraben teilt das Knoblauchsland in einen nördlichen und südlichen Bereich. Im Norden von Nürnberg prägen die Gründlachauen und ihre Nebengewässer den Landschaftsraum. Im Westen begrenzt die Regnitz das Knoblauchsland. Der Eltersdorfer Bach befindet sich im Norden des Knoblauchslandes. Er durchfließt Tennenlohe und mündet in Eltersdorf in die Regnitz.

### Klima
Das Knoblauchsland liegt in der kühl-gemäßigten Klimazone und weist ein humides Klima auf. Der Landschaftsraum befindet sich im Übergangsbereich zwischen dem feuchten atlantischen und dem trockenen Kontinentalklima. Nach der Klimaklassifikation von Köppen/Geiger zählt das Knoblauchsland zum gemäßigten Ozeanklima (Cfb-Klima). Dabei bleibt die mittlere Lufttemperatur des wärmsten Monats unter 22 °C und die des kältesten Monats über −3 °C. Im Jahresdurchschnitt liegt die Temperatur bei 9,3 °C und die Niederschlagsmenge beträgt im durchschnittlichen Jahresmittel lediglich 637 mm. Die durchschnittliche jährliche Sonnenscheindauer ist mit 1702 Stunden pro Jahr im bundesdeutschen Durchschnitt relativ hoch. Die Werte der Klimaelemente beziehen sich auf die Messstation Nürnberg Flugfeld am Flughafen.

### Schutzgebiete

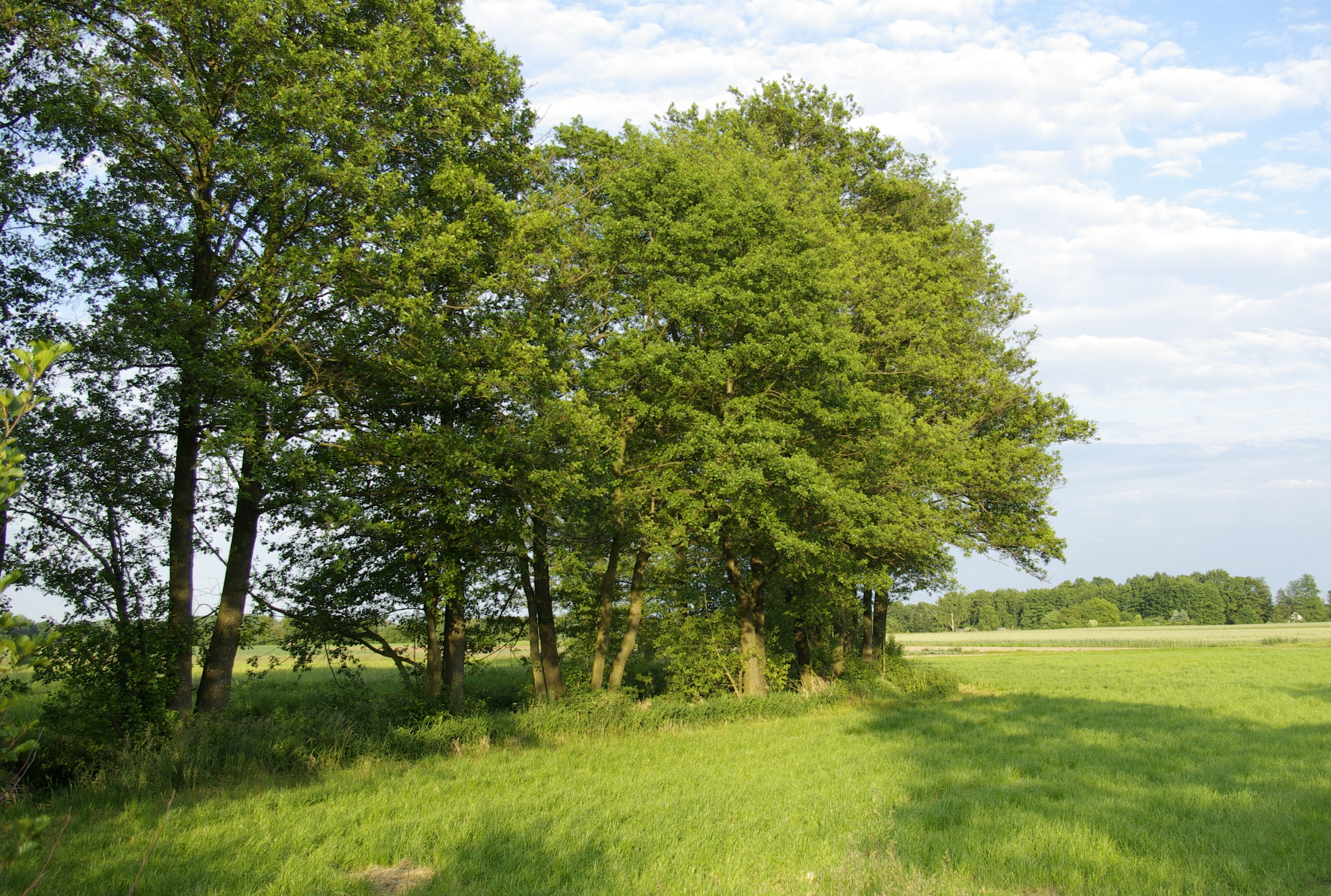
Ausgedehnte Wiesenkomplexe der Grünlachauen bei Neunhof im Landschaftsschutzgebiet Gründlachtal-Ost

Die Fließgewässer mit ihren rezenten Auen durchziehen das intensiv genutzte Gemüseanbaugebiet und sind naturschutzfachlich als Biotopverbundachsen von besonderer Bedeutung. Die Auenlandschaft der Gründlach ist auf dem Nürnberger Stadtgebiet als Landschaftsschutzgebiet Gründlachtal – Ost (LSG00536.13) mit einer Gesamtgröße von 352,5 Hektar ausgewiesen. Das 4,8 Hektar große Landschaftsschutzgebiet Poppenreuther Landgraben (LSG-00523.06) und das 10,9 Hektar große Landschaftsschutzgebiet Bucher Landgraben, Bisloher Entwässerungsgraben (LSG-00523.09) liegen auf dem Fürther Stadtgebiet. In Erlangen wurde der Hutgraben mit Winkelfeld und Wolfsmantel als 188,3 Hektar großes Landschaftsschutzgebiet (LSG-00536.13) unter Schutz gestellt.

### Fauna
Das Knoblauchsland bietet einer Vielzahl an bodenbrütenden Vogelarten geeignete Lebensraumbedingungen. Kiebitz, Feldlerche, Rebhuhn und Wiesenschafstelze sind häufige Bodenbrüter in dieser offenen und kleinteilig strukturierten Kulturlandschaft. Daneben sind einzelne Nachweise von gefährdeten und zum Teil vom Aussterben bedrohten Vogelarten wie Braunkehlchen, Steinschmätzer  und Haubenlerche belegt.
- Kiebitz (Vanellus vanellus): Brutvogelkartierungen im Knoblauchsland aus den beiden Jahren 2013 und 2015 haben insgesamt 148 Kiebitzbrutpaare dokumentiert. Diese bayernweit sehr große Kiebitzpopulation auf einem sogenannten Sekundärstandort zeigt die Lebensraumqualität der Kulturlandschaft mit ihrem weiträumigen Offenlandcharakter für diesen stark gefährdeten Wiesenbrüter.[14][15]
- Feldlerche (Alauda arvensis): Der gefährdete Steppenvogel wurde mit 244 Brutpaaren im Knoblauchsland beobachtet (Bodenbrüterkartierungen 2013 und 2015).[14][15]
- Rebhuhn (Perdix perdix): 37 Brutpaare dieser stark gefährdeten Art wurden im Knoblauchsland kartiert (Bodenbrüterkartierungen 2013 und 2015). Das jagdbare Rebhuhn besiedelt vor allem offenes, reich strukturiertes Ackerland. Die klein parzellierten Feldfluren mit unterschiedlichen Anbauprodukten bieten noch geeignete Lebensraumbedingungen. Allerdings sind wertgebende Habitatstrukturen wie Altgrasstreifen, Staudenfluren sowie Hecken und Feldraine in den letzten Jahrzehnten aufgrund der zunehmenden Intensivierung der landwirtschaftlichen Nutzung beseitigt worden. Auch die Bewässerung, der Gewächshausbau und die Bejagung wirken sich negativ auf die Bestandsentwicklung des Rebhuhns aus.[14][15]
- Wiesenschafstelze (Motacilla flava): Mit 77 Brutpaaren wurde die weit verbreitete Wiesenschafstelze im Knoblauchsland nachgewiesen (Bodenbrüterkartierungen 2013 und 2015). Die kleinparzellierten und strukturreichen Anbauflächen bieten gute Habitatbedingungen für diese Art.[14][15]
- Haubenlerche (Galerida cristata): Das mittelfränkische Brutvorkommen der in Bayern vom Aussterben bedrohten Haubenlerche galt seit der Jahrhundertwende als erloschen. Im Bereich von Schnepfenreuth und im Umfeld des Boxwaldes wurde die Art im Jahre 2014 als wahrscheinlicher Brutvogel mehrfach kartiert.[15][16]

## Verkehr
Als landwirtschaftlich geprägtes Gebiet zwischen drei Großstädten wird das Knoblauchsland von Verkehrswegen eher durchschnitten als erschlossen. Teilweise bilden diese auch die Grenzen des Gebiets. Insbesondere der Straßenverkehr ist bedeutend, um die landwirtschaftlichen Produkte an Groß- und Einzelhandel zu liefern.

### Straße
Die Bundesautobahn 73 begrenzt das Gebiet im Westen, während die Bundesautobahn 3 das Gebiet im Osten und Norden passiert bzw. begrenzt. Die Bundesstraße 4 durchzieht das Gebiet von Nord nach Süd und dient bzw. diente früher teilweise als Ortsdurchfahrt.

### Schiene
Die Bahnstrecke Nürnberg–Bamberg liegt heute am westlichen Rand des Gebietes, jedoch hatte sie früher einen teilweise östlicheren Verlauf. Beim Streit um den „S-Bahn Verschwenk“ wurde auch immer wieder der Einfluss, den diese Maßnahme auf das Knoblauchsland hätte, diskutiert (Näheres im Artikel S-Bahn Nürnberg). Die geplante Stadt-Umland-Bahn Nürnberg–Erlangen–Herzogenaurach würde große Teile des Knoblauchslandes erstmals an schienengebundenen ÖPNV anbinden.

### ÖPNV
Im Zuge der Erweiterung der Straßenbahn Nürnberg nach „Am Wegfeld“ wurde 2016 der Busverkehr neu geordnet.

### Luftverkehr
Der Flughafen Nürnberg und mit ihm der U-Bahnhof Flughafen liegen am südöstlichen Rand des Gebietes.

## Geschichte

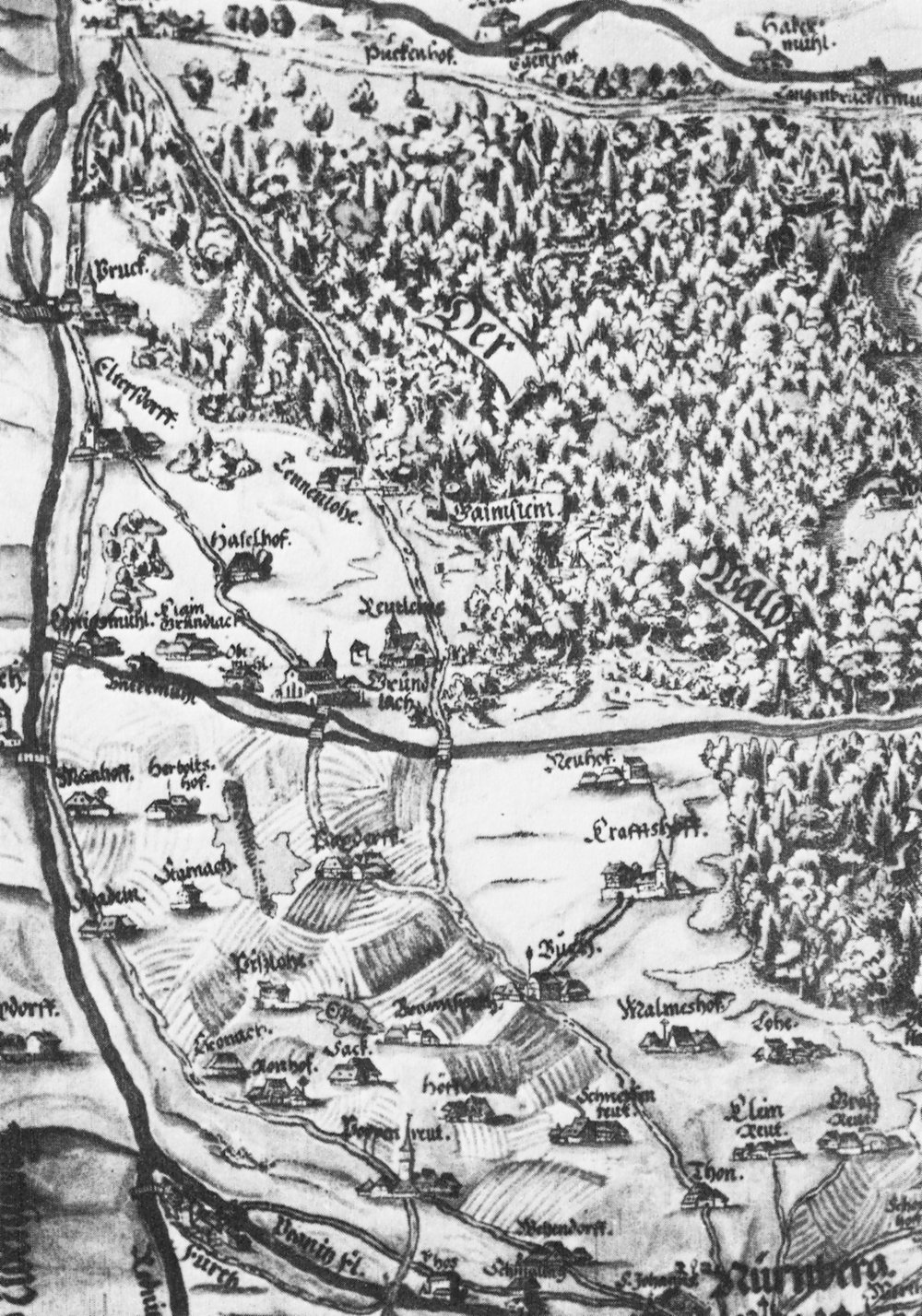
Das Knoblauchsland auf einem Ausschnitt der Großen Wald- und Fraißkarte „Das Nürnberger Gebiet bis an die Grenzwasser“ von 1623

Die Erschließung des Knoblauchslandes reicht bis ins 8. Jahrhundert und ging von den Königshöfen Aurach, Fürth und Nürnberg aus. Die ersten Siedlungen waren Großgründlach, Eltersdorf und Königsmühle, die vom Königshof Aurach angelegt wurden, sowie Wetzendorf, Schniegling, Braunsbach, Poppenreuth, Boxdorf, Mannhof und Steinach, die durch Rodungen des Königshofs Fürth entstanden. Nach der Gründung von Nürnberg im Jahr 1040 entstanden im 11. und 12. Jahrhundert die Siedlungen Thon, Großreuth und Kleinreuth, um die wirtschaftliche Situation der jungen Stadt zu verbessern. Die weitere Erschließung des Gebietes oblag den Herren von Gründlach und den Herren von Berg, die vom König als Reichsdienstmänner eingesetzt wurden. Die Herren von Gründlach erschlossen das Gebiet nördlich der Gründlach und gründeten Kleingründlach, Reutles und Tennenlohe. Durch die Rodungen der Herren von Berg entstanden die Ortschaften Almoshof, Bislohe, Buch, Doos, Herboldshof, Höfles, Kraftshof, Kronach, Lohe, Neunhof, Sack, Schnepfenreuth, Stadeln und Ziegelstein.
Ab der Mitte des 13. Jahrhunderts erwarben sowohl die Reichsstadt Nürnberg als auch die Burggrafen und späteren Markgrafen von Brandenburg-Ansbach Besitztümer im Knoblauchsland. Diese Entwicklung endete 1427 mit dem Übergang der burggräflichen Rechte über das Knoblauchsland in den Besitz Nürnbergs. Jedoch entwickelten sich durch Ungereimtheiten in den Verträgen im Lauf der Jahre immer wieder Konflikte zwischen den beiden Parteien, die schließlich 1449 zum Ersten Markgrafenkrieg führten, in dessen Folge die Ortschaften Almoshof, Großreuth, Höfles, Kleinreuth, Lohe, Schnepfenreuth, Schniegling, Thon und Wetzendorf zerstört wurden. Auch der Zweite Markgrafenkrieg in den Jahren 1552 bis 1553 und der Dreißigjährige Krieg brachten Leid und Zerstörung über das gesamte Knoblauchsland.
Im Jahr 1796 wurde das Knoblauchsland unter preußische Verwaltung gestellt, ehe es 1806 bzw. 1810 an das neu gegründete Königreich Bayern überging. 1899 wurden mit Großreuth, Kleinreuth, Schniegling, Thon, und Wetzendorf die ersten Orte nach Nürnberg eingemeindet. Die ersten Auswirkungen des Zweiten Weltkriegs bekam das Knoblauchsland mit der Bombardierung Neunhofs am 6. Mai 1941 zu spüren. Im weiteren Kriegsverlauf wurden 1941, 1943 und 1944 erneut Luftangriffe geflogen, ehe die US-Armee im April 1945 über das Knoblauchsland kommend die Stadt Nürnberg einnahm. Im Jahr 1955 eröffnete in Kraftshof der Flughafen Nürnberg am heutigen Standort. Das letzte große Ereignis in der Geschichte des Knoblauchslandes war die bayerische Gebietsreform von 1972, in der alle bisher eigenständigen Gemeinden den Städten Nürnberg, Fürth und Erlangen zugeschlagen wurden.

## Etymologie
Zwiebelzuchten haben diesem Landstrich zu seinem Namen verholfen. Hinweise darauf bietet das Wachstafelzinsbuch des Burggrafentums Nürnberg von 1425. Um 1600 weist der Nürnberger Stadtschreiber Johannes Müllner auf die Zwiebel als Namensursprung hin:

„Und diese bisher aufgezählten Flecken und Dörfer (des Knoblauchslandes) liegen alle zwischen den Wald und der Rednitz gegen der linken Hand, welcher Traktus insgeheim das Knoblachsland genennet wird, aus Ursach, dass viel Zwieffel und Rubsamen gebauet und von hinnen in fremde Land verführt … und damit große Hantierung getrieben wird.“

Stadt und dörfliches Umland hatten also gegenseitigen Nutzen voneinander. Den einen diente das Umland als Nahrungsgrundlage, den Produzenten brachte es in Krisenzeiten Sicherheit im Zeichen der Burg.

## Gemüseanbau

### Rahmenbedingungen

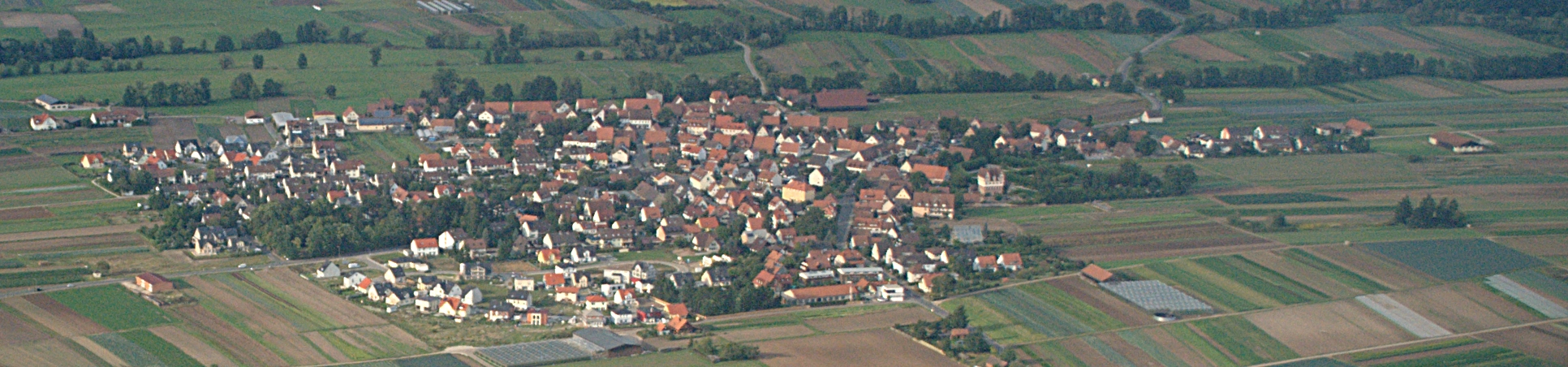
Der Nürnberger Stadtteil Neunhof zwischen den Gemüsefeldern im Knoblauchsland, 2008

Im Knoblauchsland bewirtschaften rund 130 Gemüsebetriebe eine 1.900 Hektar große landwirtschaftliche Nutzfläche. Für die Gemüseerzeugung werden davon rund 900 Hektar als Anbaufläche genutzt. Dies entspricht etwa drei Viertel der gesamten Gemüseanbaufläche Mittelfrankens. Daher stellt das Knoblauchsland den Schwerpunktraum für den mittelfränkischen Gemüseanbau dar.
Die guten naturräumlichen Gegebenheiten für den Anbau von Sonderkulturen, wie das Vorhandensein von fruchtbaren Braunerdeböden auf Blasensandstein und Coburger Sandstein bei sehr guten klimatischen Verhältnissen (lange Sonnenstunden in den Sommermonaten), haben in Kombination mit der künstlichen Bewässerung durch das Wasserüberleitungsprojekt und der regionalen und überregionalen Vermarktung zu einer starken Entwicklung des Gemüsebaus in diesem Gebiet gesorgt. Das Knoblauchsland weist eine zentrale Lage inmitten der Metropolregion Nürnberg und eine überregional günstige Infrastruktur sowie Verkehrsanbindung für die Vermarktung auf. Das gut funktionierende Bewässerungskonzept durch die Bildung eines eigenen Wasserzweckverbands hat sich zudem als Standortvorteil für die Anbauregion erwiesen.

#### Künstliche Bewässerung
Aufgrund der intensiven Gemüseproduktion, der geringen Wasserspeicherfähigkeit der Sandböden und der geringen Niederschläge in den Sommermonaten besteht ein erhöhter Bewässerungsbedarf. Der durchschnittliche Bewässerungsbedarf im Knoblauchsland beträgt ungefähr 2,2 Millionen Kubikmeter pro Jahr und in extremen Trockenjahren circa 3,5 Millionen Kubikmeter.
Zur Bewässerung wird hauptsächlich Wasser aus dem Sebalder Reichswald herangezogen. Seit dem Jahr 2000 wurden auch Bewässerungsleitungen von der Regnitz ins Knoblauchsland angelegt. Dies wird durch die Anhebung der Niedrigwasserführung der Regnitz durch die Donau-Main-Überleitung ermöglicht.
Eine spezielle Bewässerungssteuerung dient dazu, die Vielfalt der angebauten Kulturen und die Satzstaffelung zu gewährleisten. Rund 850 Hektar Anbaufläche werden über rund 1500 Hydranten mit Wasser durch ein vom Wasserverband Knoblauchsland ausgebautes Leitungsnetz versorgt. Dadurch ist eine Wasserentnahme mit eigenen Pumpenaggregaten nicht erforderlich. Als Verteilsystem kommen überwiegend Kreisregner zum Einsatz, welche im Gegensatz zu einer Tröpfchenbewässerung einen höheren Wasserdruck und eine höhere Wassermenge erfordern. Etwa 10–25 Kubikmeter Wasser pro Stunde können je Hydrant abgenommen werden und durch 10–12 Kreisregner entsprechend auf die Fläche verteilt werden.

#### Flurstruktur
Neben der Vielfalt an Gemüsekulturen fällt die starke Parzellierung der Flur ins Auge. Die schmalen Äcker sind teilweise lediglich 2–3 Meter breit und auf ihnen werden verschiedene Feldfrüchte reihenweise nebeneinander kultiviert.

### Gemüsearten
Zu den angebauten Pflanzen zählen Blumen, Kartoffeln, Kohl, Kohlrabi, Lauch, Radieschen, Rettich, Spargel, Spinat, Tabak, Artischocken, Weizen und Wirsing sowie Zwiebeln, Zucchini, Auberginen, Tomaten und viele Salatsorten.

#### Spargelanbau
Der Spargelanbau hat eine lange Tradition im Knoblauchsland. So wurde der Knoblauchländer Spargel in der Literatur bereits im 17. Jahrhundert als „besonders wohlschmeckend“ erwähnt.

#### Tabakanbau
Im 17. und 18. Jahrhundert war Mittelfranken und insbesondere das Knoblauchsland das führende Tabakanbaugebiet in Deutschland. Bereits ab den 1630er Jahren ist der Tabakanbau in Nürnberg belegt.

### Besonderheiten
Das Knoblauchsland weist trotz einiger Schwerpunktkulturen eine geringe Spezialisierung im Sortiment von Gemüsepflanzen auf. Eine zunehmende Rolle spielt zudem der Anbau von Biogemüse.
Der Gemüseanbau im Knoblauchsland wird sowohl in Treibhäusern als auch im Freiland betrieben. Da die Gemüseerzeugung in dieser Anbauregion unter starken Flächenkonkurrenzen – wie Wohnen, Gewerbe und Infrastruktur – steht, ist ein hoher und steigender Anteil von Anbauflächen unter Glas zu verzeichnen. Die Treibhäuser werden im Winter teilweise beheizt um eine frühere Aussaat bzw. Ernte zu ermöglichen.

### Absatzmarkt
Das Gemüse des Knoblauchslandes wird zum einen regional vermarktet und zum anderen über genossenschaftliche Strukturen gemeinschaftlich und überregional vermarktet.

### Hemmnisse
Der Mangel an kostengünstigen Arbeitskräften, die Flächenkonkurrenz, die Wasserknappheit und die steigende Marktmacht des Lebensmitteleinzelhandels stellen die hemmenden Faktoren für die Weiterentwicklung des Gemüsebaus im Knoblauchsland dar.

## Kulturlandschaft

### Landschaftsgeschichte
Mit Hilfe des Modells der Thünenschen Ringe können die historischen Wechselbeziehungen zwischen Nürnberg und dem Knoblauchsland anschaulich beschrieben werden. Nach dieser alten Standortstrukturtheorie besteht eine räumliche Differenzierung der Art und der Intensität landwirtschaftlicher Nutzungen um ein Zentrum, das den Agrarmarkt abbildet. Um das Zentrum von Nürnberg bestanden verschiedene Nutzungsringe („Thünensche Ringe“). Mit zunehmender Entfernung der Produktionsstandorte von der Nürnberger Altstadt als Marktplatz sanken die Lagerenten, und es stiegen die Transportkosten an. Aufgrund der erhöhten Bodenpreise in Stadtnähe wurden somit überwiegend Produkte mit einem hohen Erlös pro Flächeneinheit wie Gemüse in Marktnähe angebaut. Schnell verderbliche Nahrungsmittel wie Gemüse und Milch konnten im Mittelalter zudem unter den damaligen Transportbedingungen des Fuß- und Wagenverkehrs keine langen Wege von den Produzenten zu den städtischen Konsumenten überstehen. Daher war ein marktorientierter Anbau von verderblichen Waren wie Gemüse in nächster Nähe zu städtischen Verbrauchszentren erforderlich. Die Stadt Nürnberg fungierte nicht nur als Verbraucher der landwirtschaftlichen Produkte des Knoblauchslandes, sondern lieferte auch Dung, der als biologischer Dünger für die Anbauflächen genutzt wurde. Diese enge funktionale Verknüpfung wurde durch den Einsatz von mineralischem Dünger, modernen Kühltechniken und schnelleren Verkehrsmitteln weitestgehend aufgehoben. Die stadtnahen Intensivkulturen stellen vordergründig Persistenzerscheinungen dar, die den hohen kulturhistorischen Wert der Gemüseanbauflächen für die angrenzenden Städte widerspiegeln.

### Landschaftsraum

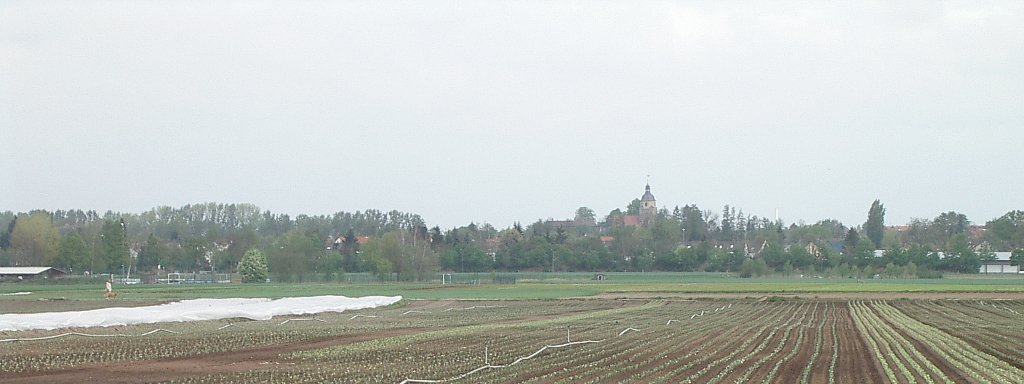
Blick über Gemüsefelder nach Großgründlach, 2004

Das Knoblauchsland wurde von dem Bayerischen Landesamt für Umwelt als eine bedeutsame Kulturlandschaft eingeordnet und als unverwechselbar eingestuft. Die offene und flache Landschaft mit den kleinteiligen Gemüseanbauflächen prägt das Landschaftsbild bereits über Jahrhunderte. Realteilung und maßvolle Flurbereinigungsverfahren haben den Erhalt der charakteristischen Flurstruktur mit sehr schmalen und langen Flurstücken bewirkt. Das Landschaftsbild des Knoblauchslandes vermittelt Heimatgefühl und trägt zur lokalen und regionalen Identität bei.

### Historische Kulturlandschaftselemente

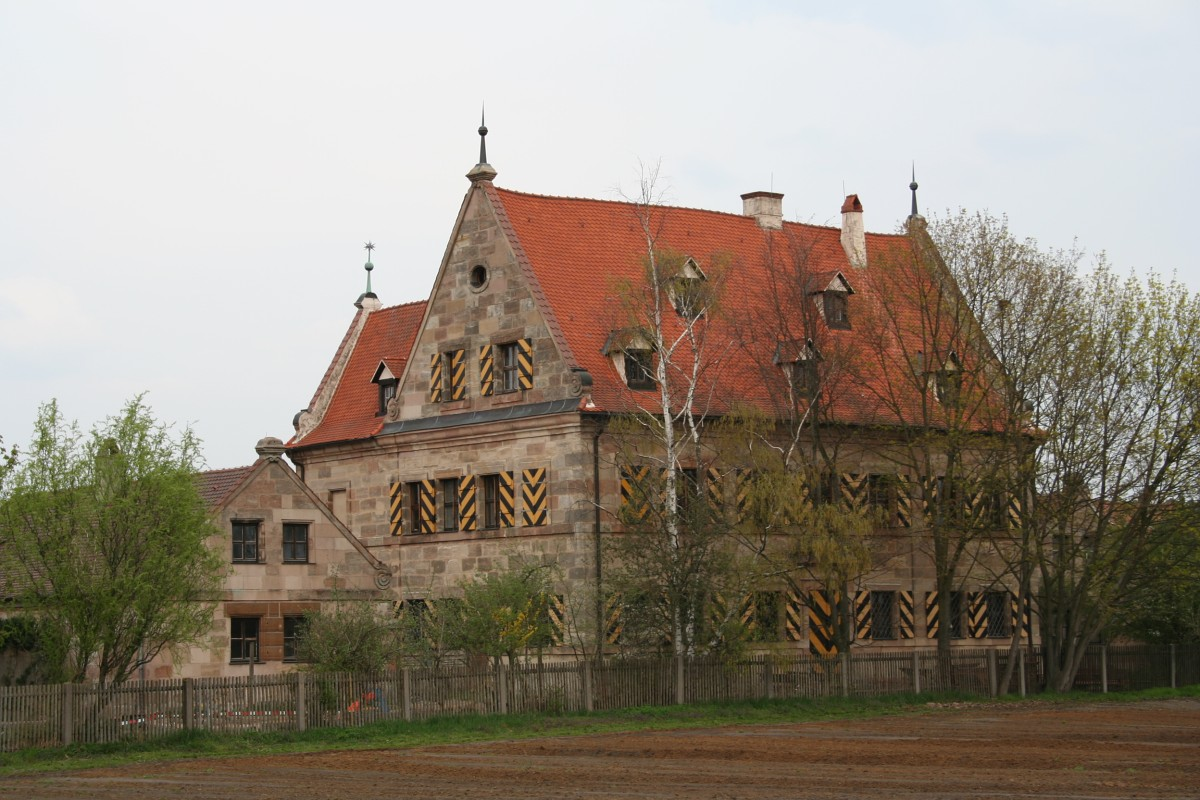
Der Kulturladen Schloss Almoshof im Holzschuherschlösschen

Historische Kulturlandschaftselemente verleihen dem Landschaftsraum des Knoblauchslandes ein besonderes Gepräge. Die Identität der traditionellen Agrarlandschaft ist durch zahlreiche Kulturlandschaftselemente gekennzeichnet, bedeutend sind dabei:
- Die mittelalterliche Wehrkirche St. Georg in Kraftshof,
- die evangelisch-lutherische Pfarrkirche St. Peter und Paul in Poppenreuth,
- der ehemalige, patrizische Herrensitz Schloss Neunhof mit Gartenanlage,
- der Irrhain, ein Versammlungsort des Pegnesischen Blumenordens bei Kraftshof,
- das Schloss Großgründlach mit barocker Garten- und Parkanlage,
- das Schloss Almoshof (Holzschuherschlösschen),
- Flurdenkmale wie Steinkreuze und Martersäulen entlang von Wegen und in der Flur sowie
- charakteristische Bauernhäuser mit breit gelagerten, giebelständigen Burgsandstein-Höfen, welche traufseitig erschlossen sind und häufig mehrstöckige Volutengiebel aufweisen.[31][33]

### Naherholung
Das vielfältige Nebeneinander von zahlreichen Gemüsearten und -sorten macht das Knoblauchsland zusammen mit den historischen Baudenkmälern zu einem Naherholungsraum.

### Landschaftsveränderung
Der Landschaftscharakter der historischen Kulturlandschaft hat sich seit Anfang der 1960er Jahre durch landwirtschaftliche Intensivierungsmaßnahmen und Flurbereinigungsmaßnahmen gewandelt.
Die Verlagerung und Erweiterung des Nürnberger Flughafens führte neben großflächigen Gewerbeansiedlungen und Wohngebietsausweisungen sowie Infrastrukturvorhaben zu Eingriffen in die bedeutsame Kulturlandschaft. Der Entzug von landwirtschaftlicher Nutzfläche im Zuge der großräumigen Bauflächeninanspruchnahme bedingte, dass der Freilandgemüseanbau durch große, beheizte Gewächshäuser sukzessive ersetzt wurde. Im Umfeld des Flughafens und nördlich von Kleinreuth hinter der Veste, Thon, Wetzendorf und Schniegling sowie östlich von Poppenreuth ist diese Entwicklung verstärkt zu beobachten.
Das Knoblauchsland war in der Vergangenheit des Öfteren davon bedroht, durch Ausweisung großflächiger Wohn- und Gewerbegebiete seinen ländlich-dörflichen Charakter zu verlieren und mit den Städten baulich zu verschmelzen. In den 1990er Jahren war der Fortbestand des Gemüseanbaugebiets besonders gefährdet. Seinerzeit löste ein Projekt namens „Gewerbepark im Knoblauchsland“ große Proteste bei Landwirten und Bevölkerung aus, durch die es letztlich verhindert werden konnte. Die Ansiedlung eines Großmöbelhauses und eines Teppichhauses sowie die Errichtung einer neuen Ausfahrt an der A73 (Fürth-Steinach) wurden 2016 umgesetzt und der dortige langjährige Tabakanbau verschwand fast vollständig.

## Kunst
Der Maler Rudolf Schiestl beschäftigte sich in Form von Graphiken und Radierungen mit Motiven der altfränkischen Landschaft. Er war ein großer Verehrer des Knoblauchslandes. Der Professor an der Kunstgewerbeschule Nürnberg drückte seine Vorliebe für das Gemüseanbaugebiet in diesem Zitat aus: „Die Nürnberger müssten sich glücklich schätzen, Flandern und die Provence so nahe vor ihren Toren zu haben.“

## Sonstiges
Im Schloss Almoshof wurde ein Kulturladen als Stadtteilzentrum eingerichtet. Der Kulturladen dient als Begegnungsstätte mit Kulturprogramm und diversen Gruppen- und Kursangeboten.